# Kapten Haddock
Kapten Archibald Haddock är en seriefigur i Tintin av belgaren Hergé. Kapten Haddock är sjökapten och en råbarkad man men med ett mycket gott hjärta. Han använder sig av  "uppfinningsrika" svordomar som skapades för att visa på ett mustigt språk utan att störas av censuren. Fyra vanliga exempel har på svenska blivit "stormar och orkaner", "anfäkta och anamma", "bomber och granater" och "riv mina råsegel".
Haddock gillar också att dricka whiskyn "Loch Lomond" och bor på slottet Moulinsart, som en gång tillhörde hans anfader François Hadoque, vilken i slutet av 1600-talet var kapten i Ludvig XIV:s kungliga flotta. Kapten Haddock i sin tur köpte tillbaka Moulinsart i äventyret Rackham den rödes skatt med hjälp av pengar från professor Kalkyl.

## Beskrivning

### Första mötet, Krabban med guldklorna
Allra första gången som Haddock är med är i Krabban med guldklorna. Första åsynen av honom är en mycket sorglig syn. Han är kapten på lastfartyget Karaboudjan som transporterar opium utan att han har någon aning om lasten. Den som egentligen bestämmer över fartyget är styrman Allan Thompson som dessutom ser till att kapten Haddock super sig full. Det framgår också att kapten Haddock är en mycket olycklig människa men vad som är anledningen till detta får man aldrig veta.

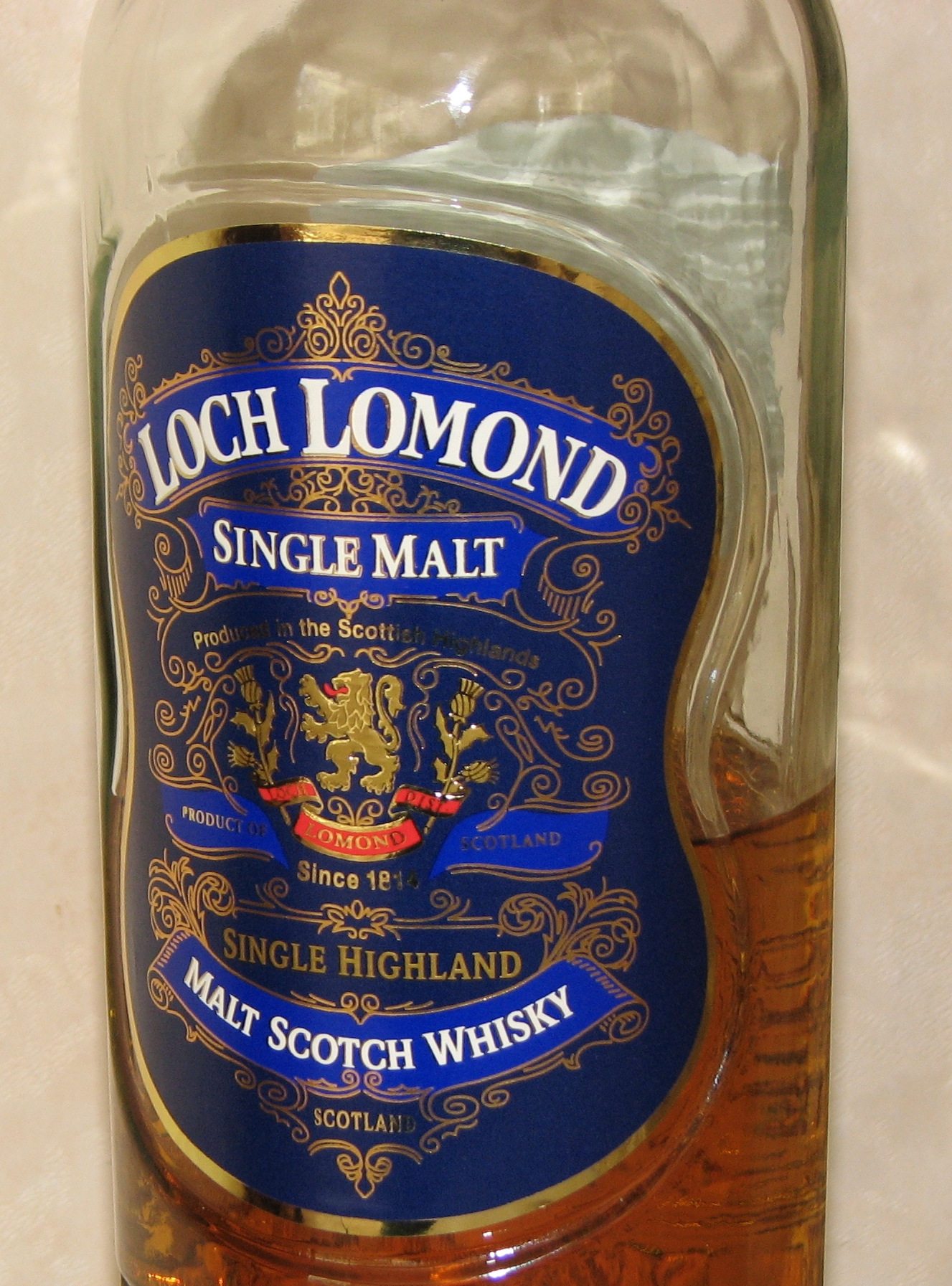
Loch Lomond, Haddocks favoritwhisky, finns på riktigt.

Det som är hans största olycka är ändå alkoholismen. Man förstår också att detta är en människa som är på väg till fördärvet. Tintin träffar honom på ett oväntat sätt. Han flyr från ett lastrum på fartyget och hamnar oväntat i kapten Haddocks hytt. I denna situation får kapten Haddock veta att hans fartyg smugglar opium och att han har blivit lurad. Efter ett tag lyckas Tintin fly från fartyget och han tar kapten Haddock med sig. De flyr i en livbåt och här börjar man också tro att kapten Haddock är helt oduglig ute på sjön då han styr åt fel håll och dessutom är på väg att sätta eld på båten. De hamnar i Sahara och här börjar kapten Haddock förändras i den ökenhetta som de måste stå ut med i kombination av törst. Kapten Haddock är flera gånger på väg att förstöra för Tintin men ändå börjar han bättra sig. Omgivningen behandlar honom dock som en galen alkoholist då polisen är på väg att arrestera honom. Kapten Haddock inser vilken skada alkoholen har ställt till för honom och i slutet av detta album berättar han om alkoholism i radio, ett anförande som avslutas med att kaptenen svimmar efter att ha råkat dricka ett glas vatten.

### Den mystiska stjärnan
Nästa gång som han dyker upp är i Den mystiska stjärnan. Här är han redan ganska förändrad. Även om han dricker en del whisky ibland så dricker han ändå mest i ganska måttliga mängder. Istället är han kapten på ett polarfartyg och får i uppdrag att leda en allvarlig expedition som går ut på att leta upp en meteorit som sedan ska utforskas. Det framgår tydligt att samhället åter har förtroende för honom eftersom han har fått detta uppdrag. Han är till och med ordförande i föreningen för nyktra sjömän (F.N.S). Han visar sig här vara en mycket effektiv kapten som smidigt genomför sitt uppdrag trots att han någon gång ibland tar ett glas whisky eller får något utbrott ibland. Anmärkningsvärt är att han själv står vid rodret, nattetid, under en storm, som han själv mest tycker liknar en bris.

### Enhörningens hemlighet och Rackham den rödes skatt

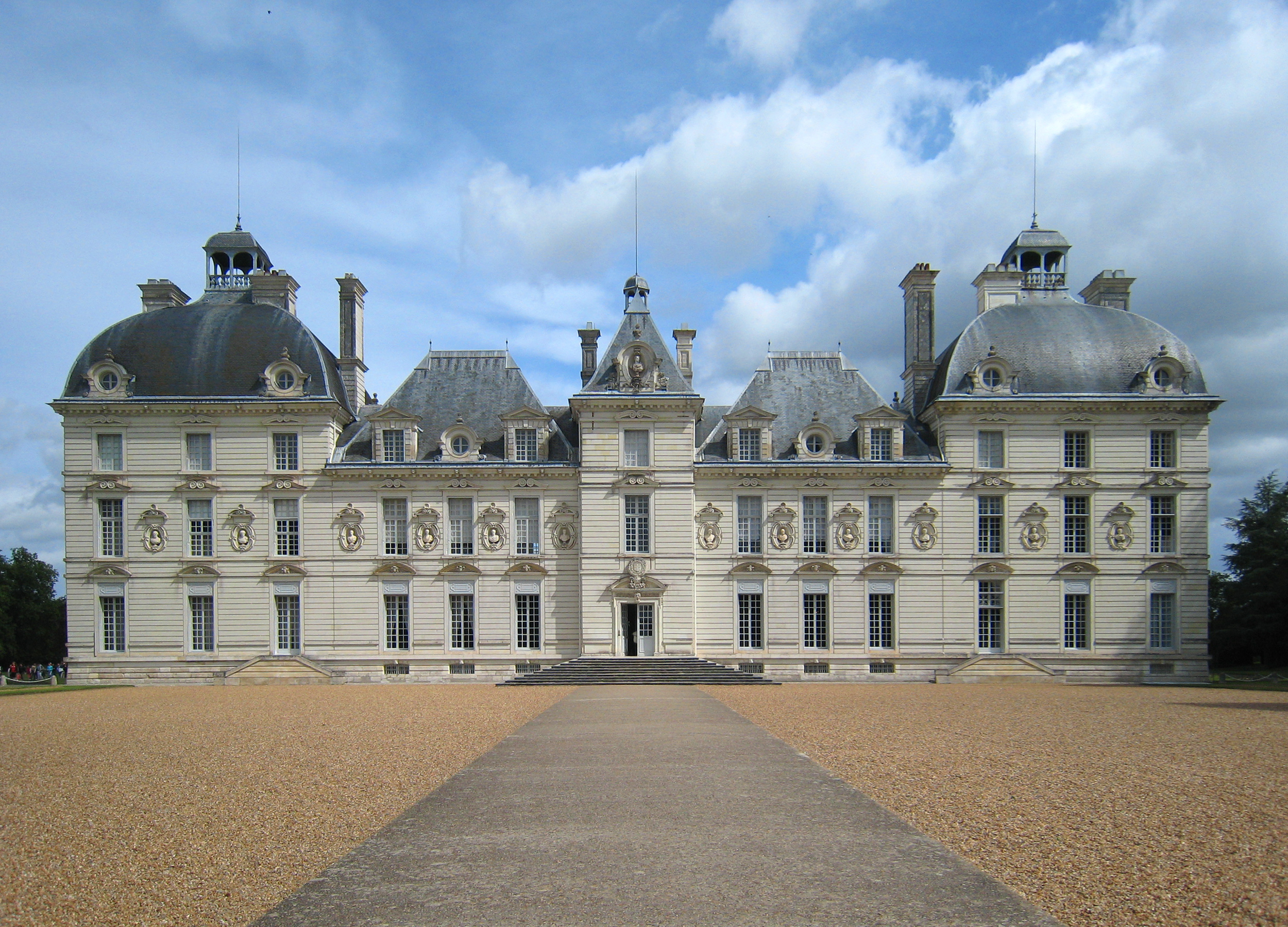
Slottet i Cheverny som, förutom flyglarna, stått modell för Kapten Haddocks bostad Moulinsart.

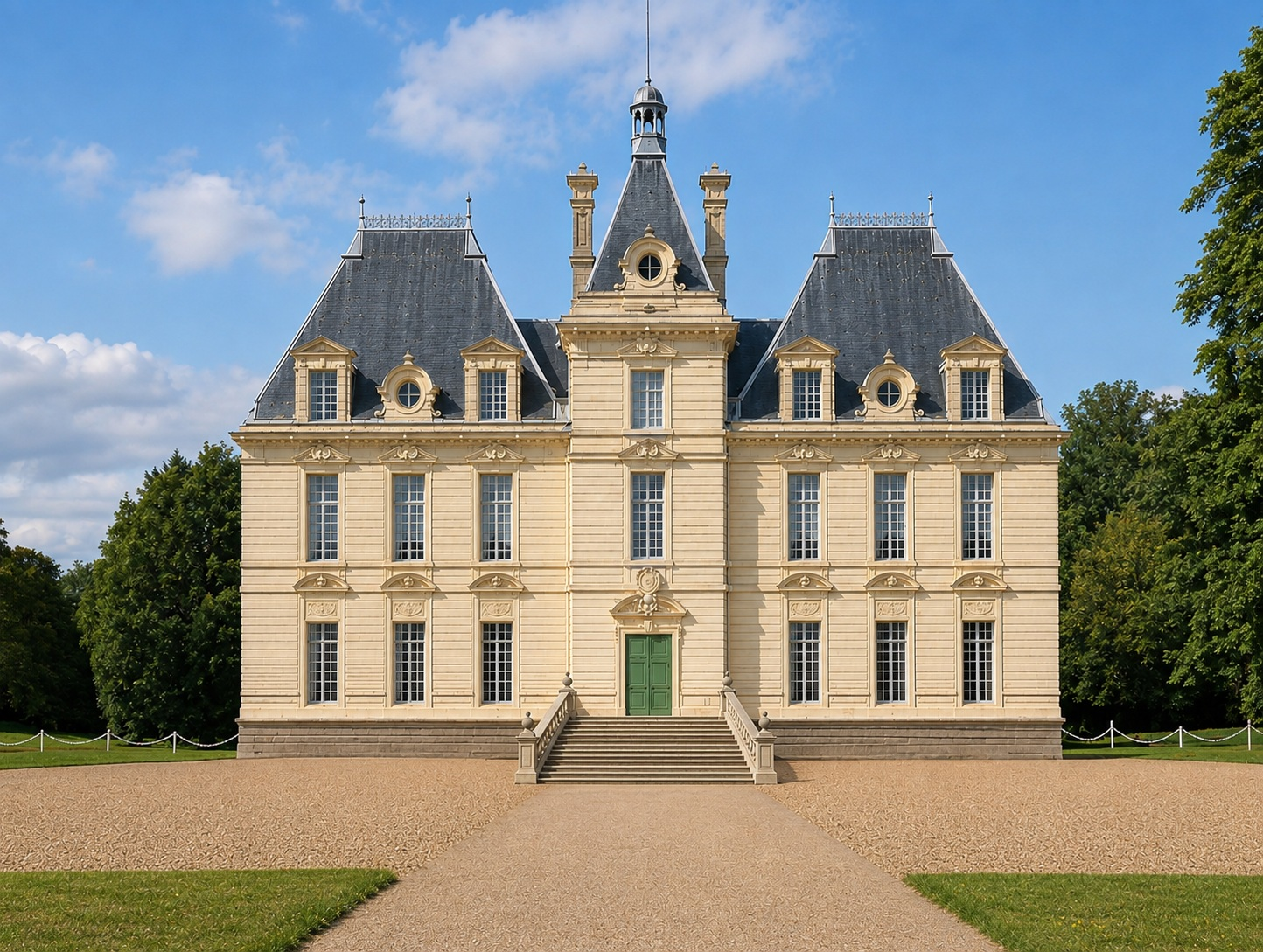
Retuscherat foto av slottet i Cheverny, vilket då motsvarar Moulinsart.

I Enhörningens hemlighet börjar kapten Haddock bli en ännu viktigare person. Här får man veta att kapten Haddock härstammar från en gammal fin släkt och att han har en stamfader som heter François Hadoque och som var riddare och kapten i Ludvig XIV:s kungliga flotta. Berättelsen fortsätter i Rackham den rödes skatt där de gör en ännu längre resa med ett fartyg än tidigare och där han åter visar sig vara en duktig kapten som Tintin dessutom har fullt förtroende för. Det visar sig att han får tag på den skatt som de söker och att han dessutom lyckats komma över det fina slottet Moulinsart som tillhört hans släkt. Här slutar det med att han har en visning för allmänheten i en utställningslokal som han ordnar i slottet.

### De sju kristallkulorna och Solens tempel
I nästa album som han dyker upp i, De sju kristallkulorna, börjar han inse att han har blivit slottsherre. Han försöker leva upp till den rollen med att klä sig i fina kläder, bära monokel och hålla på med ridning. Han försöker här att leva sig in i livet i societeten. Detta lyckas mindre bra i början och efter ett tag dyker istället problem upp som bland annat innebär att Professor Kalkyl blir kidnappad. Detta innebär att han omedelbart byter om till sina gamla kläder igen och ger sig ut för att reda ut problemen tillsammans med Tintin. Han har därmed blivit sig själv igen. Berättelsen fortsätter i Solens tempel där han tar sig till Peru och träffar Inkafolket. Här blir Haddock än mer oumbärlig för Tintin och för att föra berättelsen framåt. Dupondtarnas roll blir här mer tydlig som Haddocks motsats, de ses på mer ovidkommande parallella äventyr som inte på något vis för handlingen framåt, men ger berättelsen en mer humoristisk vinkling.

### En mellanakt
I de berättelser som sedan kommer har han slutat med både monoklar och ridning. Vid det här laget har han inte längre intresse för att försöka tillhöra societeten utan bestämmer sig för att vara sig själv. Han blir ändå en del av societeten, men nu är det omgivningen som för in honom på den platsen och inte han själv. I Castafiores juveler märks detta extra tydligt. Under de äventyr som nu följer agerar Haddock mer som en broms gentemot den mer energiske Tintin som gärna kastar sig in i diverse äventyr.

### Månen tur och retur
I äventyret Månen tur och retur (del 1) är Haddock mest missmodig och i högsta grad avog och tveksam till Kalkyls kalkyler. Han lyckas hålla sig nykter hela tiden och visar heller ingen tendens till abstinens. Visserligen är han djupt besviken på Syldavien vars huvudsakliga exportprodukt är mineralvatten. Även här får Haddock spela någon slags påtvingad pajasroll. Några av de mer humoristiska scenerna inträffar efter det att han tappar fattningen efter en misslyckad test av rymddräkten, och i affekt råkar säga till Kalkyl att denne "spelar apa". Här följer sedan en vansinnesbilfärd med Kalkyl vid ratten, det är enda gången man ser Karl Kalkyl köra bil. I samband med dessa scener faller Kalkyl inne i raketen, får en hjärnskakning med efterföljande amnesi vilken sedan Haddock botar honom från, på känt och förutsägbart seriefigursmanér.
I boken Månen tur och retur (del 2) bekräftas åter igen att hans alkoholism är ett gissel. Man blir först konfunderad av att Haddock börjat studera astronomi då han ombord på raketen för med sig två digra volymer i ämnet. Det visar sig snart att det är törsten efter whisky som föranlett detta "astronomiintresse", då böckerna är urholkade med plats för två flaskor. Här kommer nästa humoristiska höjdpunkt i äventyret, då Haddock, Milou och whiskyn befinner sig i viktlöst tillstånd, men här får Haddock nog. Efter denna lilla episod försöker han i rus och fylla ta sig tillbaka i Moulinsart när raketen är halvvägs till månen. Sedan, efter en lyckad retur till jorden, berättar en läkare att hans puls är svag och andningen ytlig. Läkaren är inte förvånad efter att ha hört talas om Kapten Haddocks alkoholkonsumtion.

### Hjälte i Tibet
Sin allra största roll gör han ändå i Tintin i Tibet. Här är Tintin inte riktigt sig själv och går omkring med ångest och har drömmar om en vän från Kina som heter Tchang (och har en förebild i Hergés vänkrets, se det tidigare albumet Blå Lotus). Tintin är på väg i ett vansinnigt tillstånd att ge sig ut på ett uppdrag som ingen människa skulle kunna klara av. Kapten Haddock inser här vansinnet i detta uppdrag och försöker att övertala Tintin att låta bli att genomföra denna resa. Tintin är envis och bestämmer sig för att ge sig av ändå. Kapten Haddock bestämmer sig då för att trots allt följa med och det är också han som ser till att experter på den här typen av uppdrag följer med och hjälper till. Här är alltså nästan rollerna ombytta i jämförelse med hur det var i Krabban med guldklorna. I Tintin i Tibet är i stället kapten Haddock den som står för det sunda förnuftet. Att Kapten Haddock envist följer med Tintin på detta livsfarliga uppdrag kan dels ha att göra med att han vill hålla uppsikt över att inget händer, dels att han vet att han aldrig hade levt ett normalt liv om han inte en gång i tiden hade träffat Tintin. Den som läser Tintin i Tibet mer noga upptäcker att den som kanske är den verklige hjälten i denna berättelse är just kapten Haddock.
I albumet är Haddock också villig att offra sitt eget liv för att rädda Tintin. Detta gör han nästan vid ett tillfälle då han, utför ett stup, hänger i ett rep som gör att Tintin varken kan röra sig eller dra upp honom. Lyckligtvis räddas de dock innan något fasansfullt händer.

### Hos gerillan
Det sista fullbordade äventyret, Tintin hos gerillan har en något modernare framtoning, med dåtidens ögon, Tintins golfbyxor är utbytta mot mer moderna byxor. Haddocks klädsel är dock tidlös. Här exponeras whiskyn Loch Lomond alltmer. Då Castafiore och Dupontarna tillfångatas i San Theodoros, Sydamerika, anar Tintin att detta är en fälla. Haddock, som mot sin vilja och ovetande har blivit överkänslig mot alkohol, tar befälet och åker till undsättning tillsammans med Kalkyl.
Här uppvisar Haddock en handlingskraft och ett ledarskap man bara kunnat ana fanns i tidigare äventyr. Visserligen får han agera clown vid ett par tillfällen, bland annat med en elektrisk ål innanför tröjan i regnskogen. När Tintin senare inte kan hålla sig utan åker efter till San Theodoros, blir det en bra växelverkan mellan Haddock och Tintin, Kalkyl får här en mer undanträngd roll, inte heller Milou ägnas någon större uppmärksamhet, men tvingas ändå in i en nyckelscen som provsmakare av gerillasoldaternas mat (därmed är även Milou "botad" från sin förkärlek till whisky). Alkoholismen eller kanske snarare begäret efter alkohol har botats om än ofrivilligt redan före inledningen till berättelsen, då Haddock på grund av en av Karl Kalkyls uppfinningar tappar all smak för alkoholhaltiga drycker. Detta är egentligen synd, för om Hergé hade fått leva och inte totalt tröttnat på Tintinäventyren så hade en helt nykter Haddock (och Milou) kanske inte tillfört äventyren den färgklick han i alla fall varit såväl under påverkan som under viss abstinens.
Det är först i denna historia läsarna får veta kapten Haddocks förnamn – Archibald.

## Härkomst
Det spekuleras i Tintinkretsar om varifrån Haddock kommer. Särskilt brittiska Tintinkännare vill hävda att Kapten Haddock (liksom François Haddoque) har ett engelskt påbrå. François Haddoque skulle då ha lämnat England för att söka sig en karriär i den franska örlogsflottan. Man har dessutom funnit en existerande engelsk sjöfartssläkt med namnet Haddock, ett faktum som har överraskat Hergé. Det är ändå troligast att François Haddoque var fransman, förnamnet François tyder också på detta. I engelsk översättning heter han Sir Francis Haddock, men det engelskklingande namnet har aldrig förekommit i Hergés originalmanus. Kapten Haddock är troligen av samma nationalitet som Tintin (belgare). Det framgår tydligt inte minst i Enhörningens hemlighet att kaptenen bodde i en lägenhet i Bryssel innan han flyttade till slottet Moulinsart, en bit utanför Bryssel. Ett ytterligare tecken på att han oavsett härkomst har belgiskt medborgarskap är att han i Det svarta guldet inkallas till belgiska kustflottan. I Koks i lasten kan man se både kapten Haddock och Tintin visa pass vid en passkontroll. Där kan man se att både kapten Haddock och Tintin har belgiska pass.

## Rollfördelning och jämförelser
Som tidigare antytts i denna text blir Haddocks roll alltmer tydlig, handlingskraftig och bärande allteftersom. Obelix har tidvis samma roll i Asterixäventyren, men där slutar likheterna. En sådan frontposition är inte gratis; utrymmet i en serieruta är begränsat, och den som får betala priset är Milou som får en alltmer undanträngd position. Om man nu fortsätter jämförelserna med Asterix så är fallet tvärtom med Obelix hund Idefix som ges mer utrymme utan att någon annan seriefigur förlorar på det, således både likheter och olikheter i berättarteknikerna i dessa båda serier. I Nicke och Spirous tidigare äventyr kan man ana samma slags likhet och samma upplägg i berättartekniken, här ser vi växelspelet mellan Nicke och Spirou som påminner om det mellan såväl Tintin och Haddock som mellan Asterix och Obelix. Vi har även Marsupilami och ekorren Spip som spelar samma slags roll som Milou och Idefix. Jämförbara är också de tre excentriska vetenskapsmännen, Karl Kalkyl, Miraculix och Greven av Champignac.

## Kapten Haddocks vokabulär
Hergé ville ge kapten Haddock ett mustigt språk, men censuren tillät inte det i tidningarna, och genom att placera ord, vanliga eller obskyra, helt utanför sitt sammanhang märkte han att det upplevdes som en mustig svordom. Hergé fick idén om Haddocks svordomar efter att vid en torghandel hört en kund förolämpa en försäljare med orden "Ni eländiga fyrmaktspaktare där!". Denna något dråpliga formulering ledde Hergé till idén att ju mer obskyrt och avancerat ett tillmäle är, desto roligare blir det.
Kapten Haddocks svordomar (som ofta inte översatts ordagrant) finns i fransk originallydelse katalogiserade och förklarade i alfabetisk ordning i en volym. De sammanställdes av den franska läraren Albert Algoud, som först använde listan i sin undervisning för att inspirera klassen att läsa och skriva. Översättaren Björn Wahlberg har sammanställt ett lexikon över kapten Haddocks svordomar på svenska: Kapten Haddocks ordbok: Från alabasterskalle till ökenråtta.
Krabbsaltade tångräkor är Åke Lindströms bidrag till de svenska haddockska svordomarna.
Stormar och orkaner är Kenneth Milldoffs bidrag till svordomarna i den svenska översättningen av Nelvanas tecknade TV-version av Tintin.
De berömda "Anfäkta och regera!" och "Anfäkta och anamma!" är förkortade former av en gammal slags utfästelse eller ed där det osynliga subjektet utgörs av Satan. Meningen i dessa utbrott i deras ursprungliga, kristna kontext var alltså "(om jag ljuger eller bryter mot mitt löfte, så) Må Djävulen ta kontroll över mig"
Haddockska svordomar uttalas även av andra seriefigurer emellanåt. Särskilt Don Rosas ankor har setts (läs "hörts") uttala "Bomber och Granater".

## Övrigt
- Haddock betyder kolja på engelska och franska.
- När Hergé skulle teckna om Den svarta ön inför utgivningen på de brittiska öarna 1965-66, behövdes ett fiktivt whiskymärke. I tidigare versioner av detta äventyr hade man valt "Johnnie Walker". Men nu behövde man hitta på någonting nytt. Tecknarstudion hittade då på Loch Lomond, kanske efter namnet på Storbritanniens största sjö. Senare visade det sig att det faktiskt finns en whiskysort som heter Loch Lomond, men den etablerades först 1965.